# Исторический центр Львова
Ансамбль исторического центра Львова или Старый город (укр. Ансамбль історичного центру Львова, Старе місто) — территория в центральной части города Львова (Украина), которая внесена во Всемирное наследие ЮНЕСКО.
На 22-й конференции Комитета Всемирного наследия ЮНЕСКО, который проходил в Киото (Япония) с 30 ноября по 5 декабря 1998 года, Львов был принят во Всемирное наследие. Комитет ЮНЕСКО подал следующие причины внесения Львова во Всемирное наследие и соответствие таким критериям ЮНЕСКО:
- Критерий ІІ: По своей городской застройке и архитектуре Львов является выдающимся примером синтеза архитектурных и художественных традиций Восточной Европы с такими же традициями Италии и Германии;
- Критерий V: Политическая и торговая роль Львова всегда притягивала определённое количество этнических групп с различными культурными и религиозными традициями, которые составляли разнообразные и всё же взаимосвязанные сообщества города, доказательством чего всегда был и является городской архитектурный ландшафт.

Территория ансамбля исторического центра состоит из 120 га древнерусской и средневековой части города Львова, а также территории собора Святого Юра на Святоюрской горе. Буферная зона Ансамбля исторического центра определена пределами исторического ареала и составляет около 3000 га.
Охраной памятников Исторического центра Львова занимаются два министерства — Министерство регионального строительства и Министерство культуры. Несмотря на наличие особенного статуса памятники культуры зачастую подвергаются перестройке со стороны владеющих ими граждан, предприятий, церковных организаций, что приводит к изменению первозданного внешнего вида или интерьеров. На территории заповедника появляются также новостройки, вносящие диссонанс в историческое окружение. Нарушение соглашений с ЮНЕСКО приводит к опасениям, что исторический центр Львова могут исключить из Всемирного наследия.
Согласно новому генеральному плану Львова доступ транспорта в историческую часть города, прежде всего в Средместье, должен быть ограничен.
Во время российского вторжения в Украину здания, относящиеся к буферной зоне Исторического центра Львова, пострадали от удара по городу 6 июля 2023 года